# Старі Турбасли
Старі Турбасли́ (рос. Старые Турбаслы, башк. Иҫке Турбаҫлы) — село у складі Башкортостану, Росія. Входить до складу Уфимського міського округу, Орджонікідзевського району міста Уфа.
Населення — 1395 осіб (2010, 1062 у 2002).
Національний склад:
- татари — 52 %
- башкири — 42 %